# المعاهدة الدولية بشأن الموارد الوراثية النباتية للأغذية والزراعة
المعاهدة الدولية بشأن الموارد الوراثية النباتية للأغذية والزراعة المعروفة بمعاهدة البذور الدولية، هي اتفاق دولي شامل ينسجم مع اتفاقية التنوع البيولوجي، الذي يهدف إلى ضمان الأمن الغذائي من خلال الحفظ والتبادل والاستخدام المستدام للموارد الوراثية النباتية للأغذية والزراعة في العالم،  وكذلك تقاسم المنافع العادل والمنصف الناتج عن استخدامه. هي تعترف ايضًا بحقوق المزارعين، مع مراعاة القوانين الوطنية من أجل: أ) حماية المعارف التقليدية ذات الصلة بالموارد الوراثية النباتية للأغذية والزراعة؛ ب) الحق في المشاركة بشكل منصف في تقاسم المنافع الناشئة عن استخدام الموارد الوراثية النباتية للأغذية والزراعة؛ وج) الحق في المشاركة في اتخاذ القرارات، على المستوى الوطني، بشأن المسائل المتعلقة بالحفظ والاستخدام المستدام للموارد الوراثية النباتية للأغذية والزراعة. تضع المعاهدة نظام النفاذ المتعدد الأطراف وتقاسم المنافع لتسهيل تبادل الأصول الوراثية النباتية وتقاسم المنافع من خلال اتفاقية نقل المواد القياسية.
ومع ذلك، وكما يقول ريجين أندرسن من مشروع حقوق المزارعين، من بين آخرين، بمن فيهم أوليفييه دو شوتر، مقرر الأمم المتحدة الخاص المعني بالحق في الغذاء، فإن تفسير وتحقيق حقوق المزارعين ضعيف وليس هو نفسه في جميع البلدان. وبدون تركيز دولي قوي ومتناسق على إعمال حقوق المزارعين الذين يحافظون على الموارد الوراثية النباتية للأغذية والزراعة واستخدامها على نحو مستدام لحفظ البذور واستخدامها وتبادلها وبيعها، فإن التنوع الوراثي للمحاصيل والتنوع البيولوجي الزراعي المرتبط بها سيعاني. فالهند، على سبيل المثال، تتضمن تفسيرًا لحقوق المزارعين في قانون حماية الأصناف النباتية وحقوق المزارعين، مما يسمح للمزارعين حقًا محدودًا في حفظ وبيع البذور التي ينتجونها في المزرعة كما هي الحال دائمًا، حتى وإن كانت تحتوي على جينات من مجموعة محمية.
نفذت المعاهدة نظام متعدد الأطراف للحصول وتقاسم المنافع، بين تلك الدول التي تصادق على المعاهدة، للحصول على قائمة تضم 64 من أهم المحاصيل الغذائية والأعلاف الضرورية للأمن الغذائي والترابط. الأجناس والأنواع مدرجة في الملحق 1 للمعاهدة.
وقد تم التفاوض على هذه المعاهدة من قبل منظمة الأغذية والزراعة التابعة لهيئة الأمم المتحدة المعنية بالموارد الوراثية للأغذية والزراعة، ولديها منذ عام 2006 هيئة إدارة خاصة بها تحت رعاية منظمة الأغذية والزراعة. يعد مجلس الإدارة هو أعلى جهاز في المعاهدة كما هو منصوص عليه في المادة 19. ويتألف من ممثلي جميع الأطراف المتعاقدة، وتتمثل مهمتهم الأساسية في تعزيز التنفيذ الكامل للمعاهدة، بما في ذلك توفير توجيهات للسياسات بشأن تنفيذ المعاهدة. ينتخب مجلس الإدارة رئيسه ونوابه وفقاً للنظام الداخلي. يشار إليها باسم «المكتب».
يعتقد البعض أن المعاهدة يمكن أن تكون مثالاً للحكم العالمي المسوؤل لضمان أن الموارد الوراثية النباتية الضرورية للأمن الغذائي الحالي والمستقبلي يمكن أن تظل متاحة لجميع المزارعين وفي المجال العام.
الفصل السابع من التقرير الثاني عن حالة الموارد الوراثية النباتية للأغذية والزراعة في العالم بعنوان «الوصول إلى الموارد الوراثية النباتية، وتقاسم المنافع الناشئة عن استخدامها وإعمال حقوق المزارعين» مكرس بشكل رئيسي للمعاهدة الدولية.

## دورات مجلس الإدارة
- واجتمع الجهاز الرياسي لأول مرة في مدريد في يونيو2006.[8] وكان له جزء وزاري اعتُمِد إعلان وزاري أُدرِج في التقرير.[9]
- عقدت الدورة الثانية لمجلس الإدارة في روما في أكتوبر/ نوفمبر 2007.[10] ناقش هذا الاجتماع تنفيذ حقوق المزارعين، والقواعد المالية؛ إستراتيجية التمويل والعلاقة مع الصندوق العالمي لتنوع المحاصيل. تنفيذ النظام متعدد الأطراف (MLS) للحصول وتقاسم المنافع، ضمن قضايا أخرى.[11]
- عُقدت الدورة الثالثة لمجلس الإدارة في تونس في يونيو 2009.[12] واصل هذا الاجتماع العمل غير المكتمل للاجتماع السابق وناقش، من بين أمور أخرى، إستراتيجية التمويل، والامتثال، والاستخدام المستدام، وتنفيذ حقوق المزارعين، والعلاقة مع الصندوق العالمي لتنوع المحاصيل وهيئة الموارد الوراثية للأغذية والزراعة، تنفيذ النظام متعدد الأطراف (MLS) للحصول وتقاسم المنافع.[13]
- عقدت الدورة الرابعة لمجلس الإدارة في بالي، إندونيسيا في مارس 2011.[14] وقبل اجتماع مجلس الإدارة، اعتمد الوزراء إعلان بالي بشأن المعاهدة[15] الذي يلزمهم بالمشاركة في مواصلة تعزيز تنفيذ المعاهدة للمساعدة في مواجهة تحديات تآكل التنوع البيولوجي الزراعي وانعدام الأمن الغذائي والفقر المدقع وآثار تغير المناخ؛ ويدعو الأطراف وأصحاب المصلحة ذوي الصلة إلى تحديد أولويات الأنشطة ذات الصلة بنظام MLS، والاستخدام المستدام للموارد الوراثية النباتية للأغذية والزراعة، وحقوق المزارعين، وتعبئة المزيد من الأموال. مع إضافة آليات «الامتثال» والقواعد المالية، تناولت هذه القضايا معظم وقت التفاوض في اجتماع مجلس الإدارة. وأدرجت أيضا في المعاهدة القرارات المتعلقة بالمعاهدة مع هيئة الموارد الوراثية للأغذية والزراعة، وبروتوكول ناغويا التابع لاتفاقية التنوع البيولوجي، والصندوق العالمي لتنوع المحاصيل، والمنظمة الدولية للتنوع البيولوجي.
- عقدت الدورة الخامسة لمجلس الإدارة في مسقط، عُمان في سبتمبر 2013.[16] وقد سبقت الدورة يومين من المشاورات الإقليمية. حققت الدورة الخامسة:
  - قرار بشأن حقوق المزارعين (FRs)، والذي جدد التزام الحكومات بتنفيذ حقوق المزارعين.
  - دعوة مشفرة إلى UPOV وWIPO للإبلاغ عن آثارهما على حقوق المزارعين.
  - القبول الحار للعرض الذي تقدمه منظمات المزارعين لإعداد تقرير عن GB6 بشأن حالة تنفيذ حقوق المزارعين.
  - الإجراءات المجهزة إلى تحسين الاستخدام المستدام للموارد الوراثية النباتية للأغذية والزراعة، المرتبطة بالتزاماتها من أجل إعمال حقوق المزارعين.
  - التزامات بمراجعة وتغيير آلية النفاذ وتقاسم المنافع المتعددة الأطراف (MLS)، لمنع نهب النظام من خلال براءات الاختراع على السمات المحلية، على سبيل المثال.
  - مساهمات مالية تطوعية كبيرة جديدة من النرويج من الصندوق الاستئماني العالمي للتنوع المحصولي وعن صندوق تقاسم المنافع لدعم الصيانة في المزارع.
  - قبول التمييز بين المنظمات غير الحكومية ومنظمات المزارعين والحاجة إلى ضم ممثلين عن الحركات الاجتماعية للمزارعين في المفاوضات.
  - طلب إلى الأمين تقديم تقارير عن المناقشات ذات الصلة المتعلقة بحقوق المزارعين في المنتديات الأخرى للأمم المتحدة بما في ذلك لجنة الأمن الغذائي العالمي. كان المجتمع المدني بما في ذلك المنظمات غير الحكومية (مثل CENESTA) والحركة الدولية للمزارعين، La Via Campesina، نشطين طوال الدورة.[17]

## المفاوضات ودخولها حيز التنفيذ
كانت المعاهدة قيد التفاوض لمدة 7 سنوات. تم اعتماد اتفاق طوعي سابق، وهو «التعهد الدولي بشأن الموارد الوراثية النباتية للأغذية والزراعة» (IU)، في عام 1983. ومع ذلك، فإن الاتحاد كان يعتمد على مبدأ الموارد الوراثية باعتباره التراث المشترك للبشرية. جلبت اتفاقية التنوع البيولوجي (CBD) (1993) الموارد الوراثية تحت سلطة وسيادة الحكومات الوطنية. ومع ذلك، فإن اتفاقية التنوع البيولوجي اعترفت بالطبيعة الخاصة والمميزة للموارد الوراثية الزراعية: فهي دول وقارات عبور دولية - فحفظها واستخدامها المستدام يتطلب حلولا متميزة وكانت مهمة دوليًا للأمن الغذائي. وفي وقت لاحق، تم إعادة التفاوض بشأن IU، لجعله متناغما مع اتفاقية التنوع البيولوجي، وتمت تسميته كمعاهدة. رواية عن العملية الطويلة لتحقيق المعاهدة التي تسمى «التفاوض على معاهدة البذور»
تمت الموافقة على المعاهدة خلال مؤتمر المنظمة (قرار الدورة الواحدة والثلاثون 3/2001) في 3 نوفمبر 2001، مع 116 صوتًا وامتناع عضوين عن التصويت (الولايات المتحدة واليابان). بموجب المادة 25، فتحت للتوقيع حتى 4 نوفمبر 2002 من قبل جميع أعضاء منظمة الأغذية والزراعة أو أي دولة عضو في الأمم المتحدة أو الوكالة الدولية للطاقة الذرية. كانت عرضة للتصديق أو القبول أو الموافقة (المادة 26)، من قبل جميع الأعضاء.
وكانت المعاهدة الدولية بشأن الموارد الوراثية النباتية للأغذية والزراعة مفتوحة للانضمام بعد عام من الاعتماد وأُغلقت بمجرد التوقيع على التوقيعات (المادة 27)، أي في 4 تشرين الثاني / نوفمبر 2002. وقد وقعت 77 دولة والاتحاد الأوروبي المعاهدة بحلول ذلك التاريخ.
وفقا للمادة 28، دخلت المعاهدة حيز التنفيذ في اليوم التسعين بعد إيداع الصك الأربعين للتصديق أو القبول أو الموافقة أو الانضمام، شريطة أن يكون الأعضاء قد قاموا بإيداع ما لا يقل عن عشرين من صكوك التصديق أو القبول أو الموافقة أو الانضمام من قبل منظمة الأغذية والزراعة. بعد أن وصلت إلى العدد المطلوب من الصكوك من أجل دخول المعاهدة حيز التنفيذ (40) في 31 مارس 2004، حيث تم إيداع 13 وثيقة (بما في ذلك الاتحاد الأوروبي) مع المدير العام لمنظمة الأغذية والزراعة، تاريخ الدخول في حيز التنفيذ في 29 يونيو 2004.

## النقاش
تعتبر الموارد الوراثية النباتية ضرورية لتحقيق الزراعة المستدامة والأمن الغذائي. وتشير تقديرات منظمة الأغذية والزراعة إلى أن البشر استخدموا نحو 10 آلاف نوع من الغذاء على مدار التاريخ. ومع ذلك، فإن حوالي 120 نوعًا مزروعًا فقط يوفر حوالي 90٪ من الاحتياجات الغذائية و 4 أنواع (الذرة والقمح والأرز والبطاطا) يوفر حوالي 60٪ من الطاقة الغذائية البشرية لسكان العالم. من بين عدد لا يحصى من أصناف هذه المحاصيل التي طورها المزارعون على مدى آلاف السنين، والتي تشكل جزءًا هامًا من التنوع البيولوجي الزراعي، فُقِدَ أكثر من 75٪ من الأصناف في المائة عام الماضية.
ويخشى البعض من أن المصالح المالية للشركات قد تمنع حماية سبل العيش، وتعزيز الأمن الغذائي، والزراعة الغنية بالتنوع البيولوجي تحت سيطرة المجتمعات المحلية، وتطبيق حقوق المزارعين.
يقول النقاد إن العديد من القضايا المركزية غير محلولة أو منفتحة على التفسير. بعض النقاط التي أثيرت هي:
- إلى أي مدى سيُسمَح بحقوق الملكية الفكرية على الموارد الوراثية في النظام متعدد الأطراف، في إطار القواعد التعاهدية: يجادل البعض بأن الاتفاق الذي يهدف إلى الوصول المفتوح إلى الموارد الجينية للأغذية والزراعة ينبغي ألا يسمح بحقوق الملكية التقييدية، وتقول المعاهدة في المادة 12-3. (د) «لا يدعي المستلمون أي حقوق ملكية فكرية أو حقوق أخرى تحد من تيسير الوصول إلى الموارد الوراثية النباتية للأغذية والزراعة، أو أجزاء أو مكوناتها الجينية، بالشكل الوارد من النظام متعدد الأطراف»؛
- إلى أي مدى سيسمح للمزارعين والمجتمعات بحرية استخدام البذور وتبادلها وبيعها وتكريسها، وما هي إجراءات التنفيذ التي ستستخدمها الحكومات الوطنية لضمان احترام مبادئ حقوق المزارعين؛
- آلية تسوية المنازعات بموجب الطرف الثالث المستفيد ودور منظمة الأغذية والزراعة.
- تم الإعلان عن المجموعة الأولى المكونة من 11 مشروعًا والتي تم تمويلها بموجب المعاهدة خلال الدورة الثالثة لمجلس الإدارة في تونس في يونيو 2009. وقد تم تمويل المشروعات وفقاً للمعايير التي حددها مجلس الإدارة بما في ذلك التوازن الإقليمي: 5 من أمريكا اللاتينية، و 5 من أفريقيا، و 1 من آسيا. وقد تم ترتيب المشاريع بواسطة مجموعة من الخبراء المعينين من قبل 7 ممثلين إقليميين للمكتب، وقام المكتب من قبل مجلس الإدارة بالموافقة النهائية.
- في حين أن عائلة Brassica الكاملة (Cruciferae) بما في ذلك جميع أنواعها الفرعية وأصنافها هي في MLS، فإن إجمالي عدد المحاصيل الغذائية والأعلاف وأقاربهم المندرجين في المعاهدة محدود للغاية. تعتبر الصويا وقصب السكر ونخيل الزيت والفول السوداني من بين المحاصيل المهمة غير الموجودة في القائمة في الملحق 1.

دخلت المعاهدة حيز التنفيذ في 29 يونيو 2004، حيث كانت هناك أكثر من 54 تصديقاً من قبل الدول. وتم نشر مقال تم إعداده بمناسبة المعاهدة لتصبح قانونًا  عند دخول حيز التنفيذ، يُسمح للدول التي وقعت في وقت سابق بالتصديق على المعاهدة، في حين أن الدول التي لم توقع على المعاهدة قبل دخولها حيز التنفيذ يمكن أيضًا الانضمام إليها. يجب إيداع وثيقة التصديق لدى المدير العام لمنظمة الأغذية والزراعة.

## الدول المشاركة
هناك 144 طرفًا متعاقدًا في المعاهدة (143 دولة والاتحاد الأوروبي) اعتبارًا من مايو 2018.

## قائمة المحاصيل المشمولة في الملحق 1
حتى الأغذية التي كانت جزءًا من الثقافة لعدة قرون غالبًا ما تكون محلية في منطقة تقع على الجانب الآخر من العالم. يظهر هذا الانتشار العالمي الكرم الذي يتشارك به المزارعون والمجتمعات الزراعية على الدوام مع البذور والمواد الجينية مع الجيران أو من خلال التجارة. عندما غامر الناس، يبحثون عن أراضي جديدة، كانت بذورهم جزءًا من الشتات. ونتيجة لذلك، نعيش الآن في عالم لا يمكن فيه اعتبار بلد واحد مكتفية ذاتيا من حيث القدرة على البقاء على قيد الحياة فقط على المحاصيل المحلية داخل الحدود. تسهل المعاهدة التبادل المفتوح المستمر للمحاصيل الغذائية وموادها الوراثية.
تتكون قائمة المواد الوراثية النباتية المدرجة في النظام متعدد الأطراف للمعاهدة من المحاصيل والأعلاف الغذائية الرئيسية. وتنقسم الأعلاف أيضا في الأعلاف البقول والأعلاف العشبية. وقد تم اختيارهم مع الأخذ بعين الاعتبار معايير الأمن الغذائي والترابط القطري.